# Asociación Española de la Rosa
La Asociación Española de la Rosa (AEROSA, sociedad española de las rosas) es una asociación española, sin ánimo de lucro, dedicada al cultivo y al conocimiento de las rosas. 
Fundada en 1996, la AEROSA es una asociación nacional que agrupa alrededor de 1500 socios, particulares o profesionales, organizados en varias asociaciones locales o afiliadas. Es miembro de la federación mundial de las sociedades de la rosa. 
La AEROSA organiza concursos de rosas, convenciones y mantiene una página oficial en internet. 
Su sede se encuentra en el recinto del grupo Rosas Ferrer cerca de Chiva en Valencia. En su sede se encuentra una Rosaleda la Colección VFF, un espacio dedicado a la historia de la rosa que cuenta con 25 especies botánicas, 50 variedades antiguas y más de 300 variedades de rosas modernas. 
Su presidente actual es Matilde Ferrer Sena. 
Durante el mes de mayo de 2014 se celebró con el lema « Roses in the Sun » (Rosas al Sol) la Convención Regional de la World Federation of Rose Societies en Barcelona, en el Palacio de Pedralbes, próximo a la rosaleda de Cervantes. En él han colaborado el Ayuntamiento de Barcelona, "AEROSA" y la "Associació Amics de les Roses de Sant Feliu de Llobregat".